# Huf Hülsbeck & Fürst

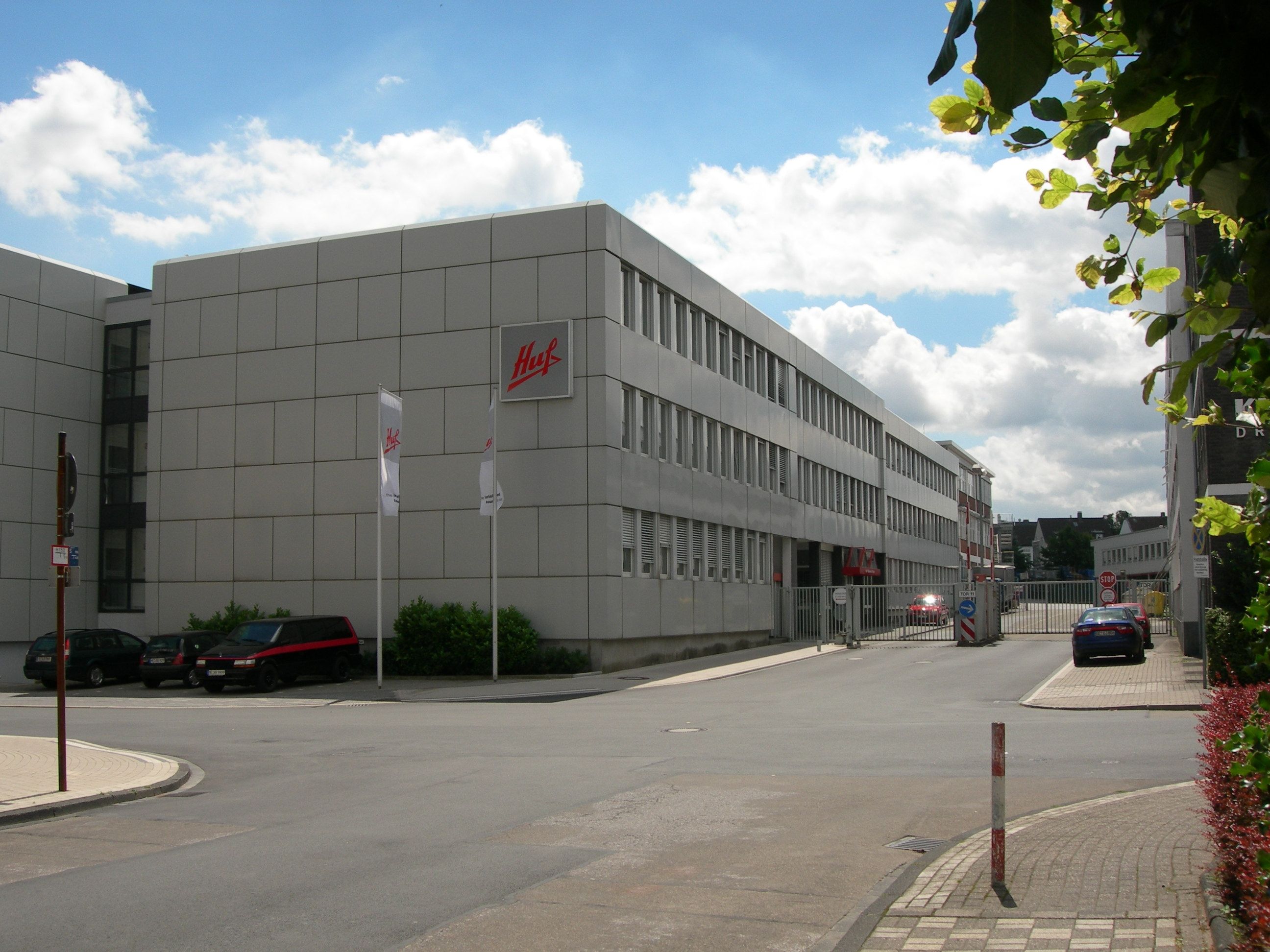
Der Hauptsitz der Huf-Group ist in Velbert

Huf Group Logo

Die Huf Hülsbeck & Fürst GmbH & Co. KG ist ein Hersteller für Fahrzeugzugangs- und Autorisierungssysteme, der am 2. April 1908 von Ernst Hülsbeck und August Fürst gegründet wurde.

## Unternehmensprofil
Neben dem Stammsitz in Deutschland, im niederbergischen Velbert, gibt es auf 3 Kontinenten an 17 Standorten Tochterunternehmen. Sie bilden heute die Huf Group. Huf ist in folgenden Ländern vertreten: Deutschland, Polen, Spanien, Portugal, Rumänien, USA, Mexiko, Brasilien, China, Korea, Japan, Indien.
Huf beliefert alle großen Automobilhersteller (u. a. VW, BMW, Mercedes-Benz, Ford, GM, Chrysler, Porsche, PSA, Hyundai/Kia, Toyota, Geely, SAIC, FAW, Renault, Volvo, Land Rover).
Bei Huf arbeiten zurzeit weltweit ca. 7.500 Mitarbeiter bei einem Jahresumsatz von 1,2 Mrd. Euro (Stand 2024).
1999 wurde Huf Tools Velbert GmbH aus dem Betriebsmittelbau als 100%ige Tochter mit ca. 100 Mitarbeitern ausgegliedert. Huf Tools Velbert hat sich auf Formen-, Anlagen- und Sondermaschinenneubau spezialisiert.
Seit Mitte der 1990er Jahre baut Huf seine Elektronikkompetenz aus. 2008 hat Huf die Elektronikabteilung von Kiekert erworben, die seitdem als Huf Electronics Düsseldorf GmbH geführt wird. Damit besitzt die Huf-Gruppe eine eigene Elektronikproduktion. 2012 wurde die BERU Electronics GmbH in Bretten als Huf Electronics Bretten GmbH übernommen, die auf die Entwicklung und Fertigung von Reifendruckkontrollsystemen (RDKS oder RDC) spezialisiert ist.

## Geschichte
Quelle: Huf Hülsbeck & Fürst, History
- 1908 Firmengründung in Velbert, am 1. April
- 1920 Lieferung des ersten Autotürschlosses an Mercedes-Benz
- 1958 50-jähriges Firmenjubiläum mit 1.300 Mitarbeitern
- 1975 Magnetschließtechnik wird von Huf entwickelt und produziert
- 1982 Gründung Huf España
- 1983 75-jähriges Firmenjubiläum mit 1.300 Mitarbeitern
- 1986 Gründung von Huf Korea
- 1987 Gründung von Huf UK
- 1988 Entwicklung und Serienproduktion des 1. Fernbedienungsschlüssels (Mercedes-Benz, Infrarot)
- 1990 Freilauffunktion: Serieneinsatz für Daimler-Benz
- 1991 Gründung von Huf Portuguesa
- 1994 Gründung von Yantai Huf
- 1996 Entwicklung des  Scheckkartenschlüssels
- 1997 Siemens Aktiengesellschaft beteiligt sich mit 25,1 % an Huf Hülsbeck & Fürst
- 1998 Gründung von Shanghai Huf
- 1999 Erstes Passive-Entry System entwickelt und in Serie produziert für Mercedes-Benz
- 1999 Gründung von Huf Tools (später Huf Tools Velbert)
- 2000 Gründung von Huf Polska Sp.z.
- 2005 Gründung Huf Romania
- 2006 Huf präsentiert Innovationen: Display-Schlüssel und Design-Türgriff
- 2007 Gründung von Huf India Private Ltd. und Huf Japan
- 2008 Huf kauft Anteile von Siemens zurück
- 2008 Gründung von  Huf Electronics Düsseldorf
- 2009 Gründung von Huf Changchun Huf und Yantai Huf Tools
- 2012 Gründung Huf Electronics Bretten (Kauf der BERU Electronics) Hersteller von Reifendrucksensoren
- 2013 Gründung von Huf Secure Mobile (Telematik)
- 2014 Gründung von Huf North America Die Cast, Corp.